# Utah Jazz 2012-2013
La stagione 2012-13 degli Utah Jazz fu la 39ª nella NBA per la franchigia.
Gli Utah Jazz arrivarono terzi nella Northwest Division della Western Conference con un record di 43-39, non qualificandosi per i play-off.

## Roster
| N° | Naz.                   | Ruolo | Sportivo        | Anno | Alt. | Peso |
| -- | ---------------------- | ----- | --------------- | ---- | ---- | ---- |
| 0  | Turchia (bandiera)     | A     | Enes Kanter     | 1992 | 211  | 119  |
| 2  | Stati Uniti (bandiera) | A     | Marvin Williams | 1986 | 206  | 104  |
| 3  | Stati Uniti (bandiera) | A     | DeMarre Carroll | 1986 | 203  | 96   |
| 5  | Stati Uniti (bandiera) | G     | Mo Williams     | 1982 | 185  | 84   |
| 6  | Stati Uniti (bandiera) | G     | Jamaal Tinsley  | 1978 | 191  | 88   |
| 8  | Stati Uniti (bandiera) | G     | Randy Foye      | 1983 | 193  | 95   |
| 10 | Stati Uniti (bandiera) | G     | Alec Burks      | 1991 | 198  | 88   |
| 11 | Stati Uniti (bandiera) | G     | Earl Watson     | 1979 | 185  | 88   |
| 15 | Stati Uniti (bandiera) | A     | Derrick Favors  | 1991 | 208  | 112  |
| 20 | Stati Uniti (bandiera) | A     | Gordon Hayward  | 1990 | 203  | 94   |
| 24 | Stati Uniti (bandiera) | A     | Paul Millsap    | 1985 | 203  | 111  |
| 25 | Stati Uniti (bandiera) | A     | Al Jefferson    | 1985 | 208  | 120  |
| 40 | Stati Uniti (bandiera) | A     | Jeremy Evans    | 1987 | 206  | 89   |
| 55 | Stati Uniti (bandiera) | G     | Kevin Murphy    | 1990 | 198  | 84   |

## Staff tecnico
- Allenatore: Tyrone Corbin
- Vice-allenatori: Sidney Lowe, Jeff Hornacek, Mike Sanders
- Vice-allenatori per lo sviluppo dei giocatori: Brad Jones, Mark McKown
- Preparatore atletico: Gary Briggs
- Assistente preparatore: Brian Zettler